# Castell de Sant Jaume
Castell de Sant Jaume är ett slott i Spanien.   Det ligger i provinsen Província de Girona och regionen Katalonien, i den östra delen av landet, 600 km öster om huvudstaden Madrid. Castell de Sant Jaume ligger 31 meter över havet.
Terrängen runt Castell de Sant Jaume är kuperad åt sydväst, men åt nordost är den platt. Havet är nära Castell de Sant Jaume österut. Närmaste större samhälle är Roses, 9,1 km väster om Castell de Sant Jaume. 